# 福晋那拉氏 (傅恒)
福晋那拉氏（1722年—1793年）即清朝乾隆时期名臣傅恒的正妻，法式善依其夫称谓称她为傅忠勇夫人，姓那拉氏，名不详，生前封为一品夫人，追封福晋。关于她生平事迹的文献记载寥寥，但自清朝灭亡，进入民国后，她因与乾隆帝私通，生下福康安的野史、传闻而知名，更有“满清第一美人”的称号。

## 生平
傅恒是为乾隆帝所器重的大臣。但关于傅恒妻子的史料较少，仅知她姓那拉氏，生前有一品夫人品秩。《永宪录》中称傅恒为“明氏婿”。明氏在当时既指纳兰明珠。可知，那拉氏出于叶赫那拉氏的纳兰明珠家族。此外，与她身世直接相关的史料甚少。最主要、直接的文字记载来自于法式善在嘉庆十五年（1810年）所记序言。
法式善与傅恒家族，及傅恒孙丰绅济伦关系密切。丰绅济伦继妻伊尔根觉氏是法式善女婿世泰的姐姐。乾隆五十一年（1786年）时，法式善曾授徒于傅恒府中（当时傅恒已亡故）。法式善被傅恒妻那拉氏聘为长孙丰绅济伦之子(傅恒曾孙)的家教。法式善在嘉庆十五年（1810年）的记载中，写道：傅恒妻聘他作曾孙的老师，并将明代画家陈淳的画作《墨笔花卉卷》作为礼物赠予他。此画原为纳兰明珠次子纳兰揆叙的旧物，后归傅恒妻。傅恒妻对他郑重地说道：“中有先人手泽，幸无秽”。现代研究者黄一农除据此推论出她是纳兰明珠曾孙女、纳兰揆叙孙女外，再依“傅恒家族的贵盛”，婚配对象嫡庶之别，推测其父应是嫡出的永寿，而非庶出的永福。
《清实录》对福康安生母（生于1722年农历十一月，逝世于1793年四月）的记载中，未说明福康安生母的姓氏、身份。她与傅恒妻那拉氏是同一人，或是两人，不得而知。而各类野史、笔记通常默认傅恒妻与福康安生母为同一人。现代中国第一历史档案馆有两份乾隆四十七年（1782年）八月十七日，傅恒妻上奏乾隆帝的奏折，一、奏请圣安折；二、奏赏伊子福康安加太子太保衔谢恩折。依清代习俗中，傅恒妻称福康安为“伊子”。除福康安为傅恒妻亲生之子的情况外，傅恒妾室所生的庶子亦可称为“伊子”。傅恒庶子福长安（生母李氏）和傅恒孙丰绅济伦为福康安生母服丧之举，或是为嫡母服丧，亦或是为庶母（父亲傅恒妾室）服丧。杨勇军据《清实录》中嘉庆帝的谕旨，指受教于法式善的“曾孙”是福隆安之孙、丰绅济伦之子，即福隆安为她亲子，福康安、福隆安为同母兄弟。
乾隆五十五年十二月二十九日（1791年初），广东巡抚郭世勋曾“奏报差员将安南王[阮惠]送福康安母寿礼送京事”。嘉庆元年（1796年），时仍由乾隆帝主政，清廷在福康安逝世后，推恩其父傅恒，追赠郡王衔。那拉氏得以追封福晋。

## 民国后的传说
民国元年（1912年），清朝灭亡。失去政治禁锢后，中国社会关于清朝皇室各类传闻风起，并被不断演绛，故事细节随着时间流逝而丰富。傅恒妻与乾隆帝私通，生下福康安的故事既是在此时出现。最早有史可查的故事雏形，来自1912年出版、吴士鉴所撰的《清宫词》。书中有诗云：
|  | 家人燕见重椒房，龙种无端降下方。丹阐几曾封贝子，千秋疑案福文襄。 |

此诗指傅恒妻入宫探视傅恒的姐姐、乾隆帝的皇后——富察氏时，与乾隆帝私通，后生下福康安。1916年，蔡东藩在《清史演义》中，将傅恒妻入宫的场景设在富察皇后诞辰的千秋节。同年出版的《清朝野史大观》，更进一步丰富情节，指富察皇后在乾隆十三年（1748年），陪同丈夫乾隆帝东巡过程中，因劝诫丈夫与弟媳——傅恒妻私通一事，引发争吵，被丈夫逼致投水身亡。或认为这是故事最为离奇的情节。
1919年，燕北老人的《满清十三朝宫闱秘史》，除细致的论述福康安为乾隆帝私生子外，更将乾隆帝和富察皇后争吵的起因，设定为乾隆帝召妓。乾隆帝对富察皇后“以足蹴之”后，富察皇后投水自尽。1926年，许啸天所著《清宫十三朝演义》称傅恒妻为董额氏，指乾隆帝尚未登基，为宝亲王时即与傅恒妻通奸。傅恒妻在他登基之初，生下他的私生子福康安。富察皇后则因乾隆帝在南巡时召妓，劝谰不成而投水，试图自尽。富察皇后被救起后，在济南削发为尼，旋即被废。
1950年代以后，傅恒妻与乾隆帝私通一事，两岸三地除小说家外，亦被学者接受，包括萧一山、高阳。研究者则指“这只是一种揣测，缺乏过硬的证据”。
另一方面，乾隆帝与傅恒妻的故事虽自民国初年以来不断翻新，但傅恒妻的姓氏并不固定。高阳在其创作《乾隆韵事》一书中，称傅恒妻为孙佳氏。1988年，中国评剧院一团排演清宫戏《离宫怨》。在这出评剧中，除叙述了乾隆帝和孙佳氏的婚外情外，更增加了孙佳氏帮助乾隆帝去热河行宫寻找生母李香珠的情节。孙佳氏一名的具体出处不详。亦有作者称孙佳氏为汉军旗人。实际上，孙佳氏与佟佳氏、马佳氏类似，为满族传统姓氏，并不一定就是汉族（汉军旗人）的孙姓满化后转变为孙佳氏。
当代中文网络上，傅恒妻的姓氏则变成了瓜尔佳氏，更相信她的闺名是“棠儿”。“瓜尔佳·棠儿”一名，是否出于二月河所著小说《乾隆皇帝》，不得而知。

## 影视作品
- 電視劇

| 年份 | 劇名           | 演員   | 剧中姓名、稱謂 |
| 1985 | 皇上保重       | 劉嘉玲 | 孫福如         |
| 1988 | 滿清十三皇朝 2 | 周秀蘭 | 孫福如         |
| 1991 | 雪山飛狐       | 呂啟鳳 | 福老太         |
| 1999 | 雪山飛狐       | 羅蘭   | 福老夫人       |
| 2018 | 延禧攻略       | 蘇青   | 喜塔臘·爾晴    |
| 2022 | 飛狐外傳       | 翁虹   | 福老夫人       |

## 备注
1. 1 2  张明富文章原文[參⁠ 9]:113：而一些野史笔记则说，福康安系乾隆与其外妇——傅恒之妻所生之子。谓傅恒之妻是孝贤皇后的弟妇，因椒房贵戚，得出入内宫，遂与乾隆相通，便有了福康安。在《清朝野史大观》卷二中，便有这样的诗句：“家人燕见重椒房，龙种无端降下方[……]
2. ↑  这是现代中文作品中的常见称谓，与之类似的，如北关老女被称为女真第一美人，孝庄文皇后被称为满蒙第一美人。
3. ↑  萧猛《永宪录·卷三》，来源于黄一农文章[參⁠ 6]。
4. ↑  傅恒孙丰绅济伦曾极力推荐法式善，但为嘉庆帝不喜而遭降职。嘉庆帝硃批：豐紳濟倫濫保法式善，並未深知法式善平日聲名才具，僅以在伊家課。法式善在京时，交际广泛，亦拜师汉人翰林曹秀先、周煌等人为师，其中周煌为其好友张问陶原配周氏之父，而张问陶继妻之父四川布政使林儁正为傅恒、福康安家仆。
5. ↑  丰绅济伦继妻伊尔根觉氏是是上書房總師傅三寶之女。来源：相国三文敬公世家序略，《中华历史人物别传集》36册。
6. ↑  来源于杨勇军文章[參⁠ 1]。
7. ↑  黄一农在文章[參⁠ 6]中，认为：永寿为揆方的嫡长子，永福为揆方的次子、庶子。伯父揆叙逝世后，永寿过继于他，次年，永福再过继于揆叙。
8. ↑  来源于杨勇军文章[參⁠ 1]，记载于《清实录·嘉庆实录·卷之五十六》
9. ↑  来源于张明富文章的原文[參⁠ 9]：显然，这只是一种揣测，缺乏过硬的证据。但，这种说法却广为流传，不仅为小说家演绎，铺张煊染，亦为近人萧一山、高阳二先生所接受，并对这种观点进行了细密地论证……11]萧一山: 清代通史卷中, 页230。12]高阳: 清朝的皇帝(高宗，台北，风云时代出版公司，1990。
10. ↑  乾隆帝生母为孝聖憲皇后。民间多有乾隆帝生母非孝聖憲皇后，实是热河行宫汉人宫女李金桂的说法。
11. ↑   註: